# Acroneuria bachma
Acroneuria bachma és una espècie d'insecte plecòpter pertanyent a la família dels pèrlids que es troba a Àsia: el Vietnam.